# Aphycus fulvohirtus
Aphycus fulvohirtus är en stekelart som beskrevs av Hoffer 1954. Aphycus fulvohirtus ingår i släktet Aphycus och familjen sköldlussteklar.
Artens utbredningsområde är Tjeckien. Inga underarter finns listade i Catalogue of Life.